# Emil Schön
Emil Schön (* 4. August 1872 in Jebenhausen; † 29. November 1945 in Frankfurt am Main) war ein deutscher Fechter. Er focht erst in Wiesbaden, später beim Fecht-Club Hermannia Frankfurt. Bei den Olympischen Zwischenspielen 1906 gewann er eine Goldmedaille mit der Säbelmannschaft, außerdem war er bei zwei deutschen Meisterschaften sowie zahlreichen weiteren nationalen und internationalen Wettbewerben erfolgreich.

## Erfolge
Beim deutschen Turnfest 1894 in Breslau gewann Schön den Wettbewerb im Hiebfechten.  Erstmals 1899 gewann er die Meisterschaften des Gauverbandes mittelrheinischer Fechtclubs, einem Vorläufer der deutschen Meisterschaften, mit dem Säbel und dem Florett in fester Mensur. Es folgten bis 1922 elf weitere Titel in verschiedenen Disziplinen (Florett in loser Mensur, Säbel, schwerer Säbel und Degen). In verschiedenen Disziplinen siegte er auch bei internationalen Turnieren in Baden-Baden (Degen, 1909), Frankfurt (Florett, 1910), Dresden (Degen, 1911) und den Baltischen Spielen 1914 in Malmö (Säbel).
Bei den deutschen Meisterschaften 1913 wurde Schön zweiter mit dem Säbel. 1914 gewann er den Meistertitel mit dem Degen und die Vizemeisterschaft mit dem Florett. Bei der ersten deutschen Meisterschaft nach dem Ersten Weltkrieg gewann er 1920 den Titel im Florett. 1921  und 1922 wurde er erneut Vizemeister im Florettfechten, 1925 nochmals mit dem Säbel. Sein Verein, die FC Hermannia Frankfurt, gewann vor dem Zweiten Weltkrieg zahlreiche Meistertitel in allen Waffen und war der erfolgreichste Fechtverein Deutschlands. Die genauen Aufstellungen der Meistermannschaften sind jedoch nicht bekannt.
Erstmals 1905 focht Schön bei einem internationalen Mannschaftswettbewerb als Mitglied der deutschen Nationalmannschaft bei einem Länderkampf in Gent. Es folgten weitere Einsätze 1910 in Frankfurt und bei den Baltischen Spielen 1914 in Malmö. An den Olympischen Zwischenspielen 1906 in Athen trat er in allen drei Disziplinen an und holte mit der Mannschaft im Säbelfechten die Goldmedaille. Außerdem errang er im Degen- und Säbel-Einzel einen vierten und einen fünften Platz. Im Degen- und Säbel-Einzel trat er auch zwei Jahre später bei den regulären Olympischen Spielen in London an, konnte sich aber keinen Erfolg mehr erkämpfen. Vier Jahre später bei den Olympischen Spielen 1912 in Stockholm trat er nochmal in allen Waffengattungen an, blieb aber erneut ohne Medaille.